# Okey (revista)
Okey fue una revista de historietas, en formato de comic book, publicada por Editorial Zig Zag en Chile entre 1949 y 1965, con 843 números.

## Trayectoria
En sus primeros años, incluyó series de origen europeo (francesas, belgas, españolas, inglesas), aunque progresivamente incluyó también norteamericanas. La serie de mayor continuidad fue Condorito (titulada originalmente Condorito Aventurero) de Pepo, una de las escasas contribuciones nacionales, la que, a partir de 1955, comenzó a ser publicada también en formato de libro compilatorio. Otra serie humorística fue "El conscripto Videla", de Lugoze. Entre las de aventuras, destacó "Pantera Rubia" de Gian Giacomo Dalmasso, de origen italiano; y Aventuras de Flash Gordon, norteamericana, en la época en que era dibujada por Dan Barry. Otras muchas series son difìciles de identificar, debido a que la revista no acostumbrada conservar la firma de los autores. Fue el caso de "El cielo está en tus ojos...", "Lo que el mundo verá un día..." y "El secreto de la luz sólida". Okey publicó varias adaptaciones de las más conocidas novelas de Emilio Salgari, como "El misterio de la jungla negra", "En las fronteras del Oeste" y "Por el amor de una española", dibujadas por artistas italianos. También incluyó, de 1959 a 1963, las aventuras de James Bond.
Durante gran parte de su vida, la revista se publicó en dos colores (rojo y negro), lo que cambió a partir del N°800 (1 de diciembre de 1964), tratando de competir con las exitosas revistas mexicanas y las que editaba Zig Zag, en convenio con Walt Disney. Gradualmente empezó a publicar exclusivamente historietas ambientadas en el Lejano Oeste y desde el N°839 al N°843 pasó a llamarse Okey presenta El Justiciero. Desde el N°844 al N°853 se tituló simplemente El Justiciero y a partir del N°854 se llamó El Jinete Justiciero, revista que mantuvo la numeración original de Okey y pasó las 900 ediciones. Condorito se siguió publicando hasta El Jinete Justiciero N°863 (1966).

## Series
Desde sus inicios, Okey incluyó historietas por entregas:
| Años                                            | Números | Título                         | Guionista             | Dibujante    |
| ----------------------------------------------- | ------- | ------------------------------ | --------------------- | ------------ |
| 06/08/1949 (Okey) - 1966 (El Jinete Justiciero) | 1 - 863 | Condorito                      | Pepo                  | Pepo         |
|                                                 |         | El Conscripto Videla           | Lugoze                | Lugoze       |
|                                                 |         | Pantera Rubia                  | Gian Giacomo Dalmasso | Ingam        |
|                                                 |         | Satán contra el mundo          |                       |              |
|                                                 |         | Aventuras de Flash Gordon      |                       |              |
| 1949 - 1950                                     | 14 - 28 | El Navío Atómico               | Oscar Camino          | Oscar Camimo |
| 1950                                            | 31 - 48 | El Misterioso Invasor          | Oscar Camino          | Oscar Camino |
|                                                 |         | El cielo está en tus ojos      |                       |              |
|                                                 |         | El secreto de la luz sólida    |                       |              |
|                                                 |         | Águila Blanca                  |                       |              |
|                                                 |         | El misterio de la jungla negra |                       |              |
|                                                 |         | Por el amor de una española    |                       |              |
|                                                 |         | Lo que el mundo verá un día... |                       |              |
|                                                 |         | Perfidia...                    |                       |              |
|                                                 |         | El corsario de las Bermudas    |                       |              |
|                                                 | -189    | Desde las fauces del tigre...  |                       |              |
|                                                 | 187-    | En las fronteras del Oeste     |                       |              |
|                                                 |         | Capitán Misterio               |                       |              |
|                                                 | -189    | Las puertas del desierto       |                       |              |

Entre los cómics del Oeste que se incluyeron e incrementaron gradualmente en el último año de la revista, mientras aún conservaba el título de Okey, figuran algunas historietas firmadas por artistas chilenos como Abel Romero (1928-2013), Juan Francisco Jara Quiñones y Juan Araneda Bustos, quienes colaboraban en otras publicaciones de Zig Zag.